# Ellery Queen

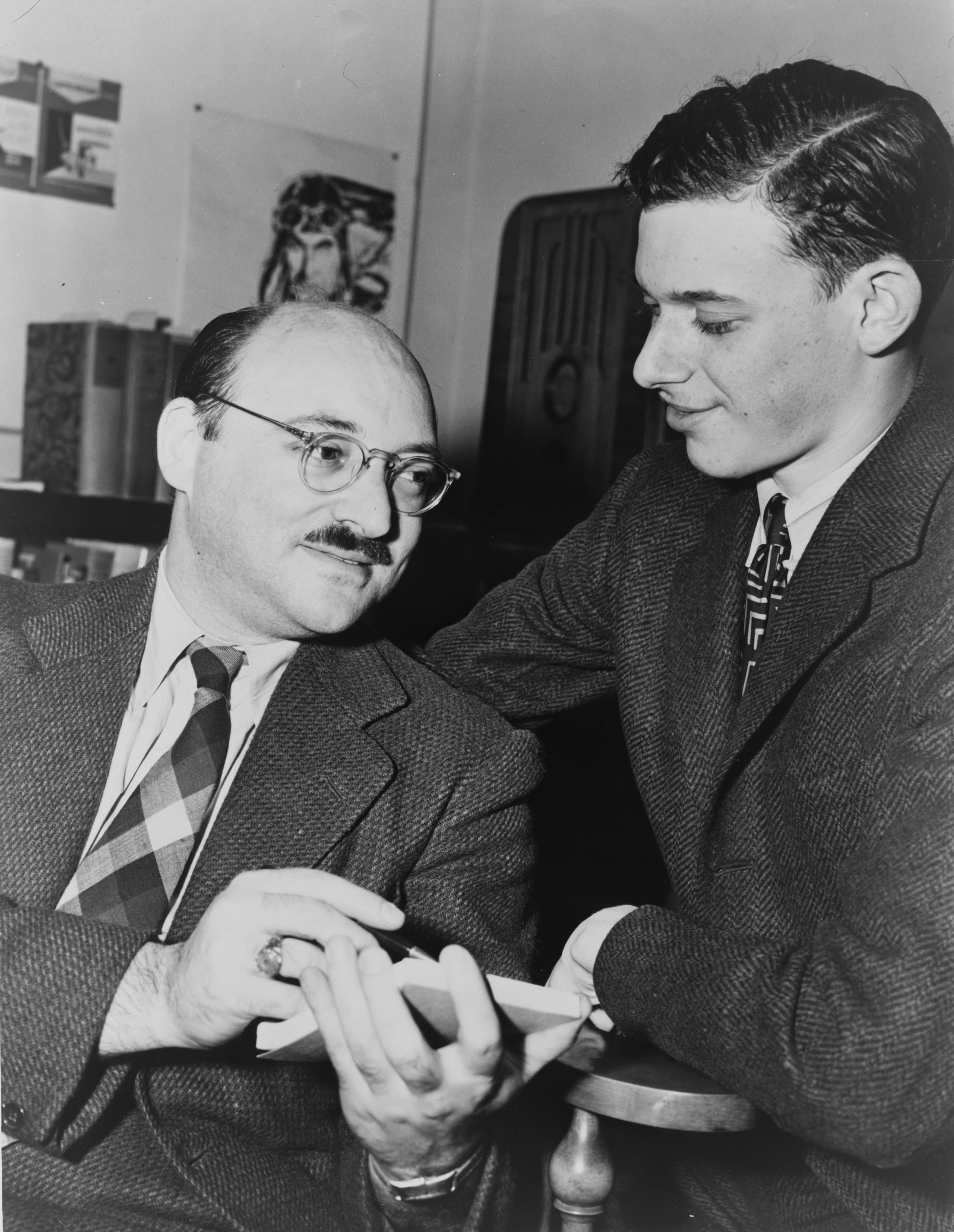
Frederick Dannay (links) mit dem amerikanischen Schriftsteller James Yaffe (* 1927) im Jahr 1943

Ellery Queen war das Pseudonym der beiden Cousins Frederick Dannay (eigentlich Daniel Nathan; * 20. Oktober 1905 in Brooklyn, New York City; † 3. September 1982 in White Plains, New York) und Manfred Bennington Lee (eigentlich Manford Lepofsky bzw. Emanuel Benjamin Lepofsky; * 11. Januar 1905 in Brooklyn, New York City; † 3. April 1971 in Roxbury, Connecticut), die als Autorengespann Kriminalromane schrieben.

## Leben
Die Karriere von Ellery Queen begann 1928 mit einem Autorenwettbewerb des McClure’s Magazine, bei dem auf jeden Fall ein Pseudonym verwendet werden musste. Mit einem Gespür für Vermarktung machten die Vettern ihren Helden gleichzeitig zum Autor, der sein eigener Chronist ist.
Der fiktive Ellery Queen ist der Sohn von Inspektor Richard Queen, durch dessen Vermittlung er häufig an seine Fälle kommt. Des Weiteren hat er studiert und ist durch eine Erbschaft finanziell unabhängig. Insgesamt ist er also eine auf US-amerikanische Verhältnisse zurechtgestutzte Version eines Lord Peter Wimsey.
Neben den Ellery-Queen-Romanen schrieben Dannay und Lee 1956 noch die Kurzgeschichte Terror at Northfield, die 1963 in der Reihe The Alfred Hitchcock Hour verfilmt und auf Deutsch unter dem Titel Stadt in Angst veröffentlicht wurde.

Das später ins Leben gerufene Ellery Queen’s Mystery Magazine bot Autoren eine Plattform für Erstveröffentlichungen, was einigen zu einer erfolgreichen Karriere verhalf.  Auch wurde Ellery Queen als Verlagspseudonym von anderen (z. B. Jack Vance, Avram Davidson) benutzt.
Unter dem Pseudonym Barnaby Ross veröffentlichten Dannay und Lee zwischen 1932 und 1934 vier Romane um den Detektiv Drury Lane.

## Auszeichnungen
- 1950 Special Edgar der Mystery Writers of America für Ten years' service through Ellery Queen's Mystery Magazine
- 1952 Special Edgar der Mystery Writers of America für The 125 Most Important Books of Detective-Crime-Mystery Short Stories
- 1961 Grand Master Award der Mystery Writers of America für besondere Leistungen im Krimigenre und gleichbleibend hohe schriftstellerische Qualität
- 1969 Special Edgar der Mystery Writers of America zum 40. Jahrestag des Erscheinens von The Roman Hat Mystery (dt.: Schön ist ein Zylinderhut. Ullstein, Frankfurt/M. 1931)
- 1978 Grand prix de littérature policière für And on the eighth day (dt.: Mord im Paradies. Ullstein, Frankfurt/M. 1980)
- 1979 Special Edgar der Mystery Writers of America an Frederick Dannay zum 50-jährigen Erscheinen seines ersten Romans
- 1981 Special Grand Master der Schwedischen Krimiakademie (Svenska Deckarakademin)
- 2011 Archie Goodwin Award der Nero Wolfe Society (The Wolfe Pack) postum in Anerkennung ihres literarischen Lebenswerkes

## Werke (Auswahl)
- 1929: The Roman Hat Mystery (dt. Schön ist ein Zylinderhut)
- 1931: The Dutch Shoe Mystery (dt. Das Geheimnis der weißen Schuhe)
- 1932: The Greek Coffin Mystery (dt. Der Sarg des Griechen)
- 1932: The Egyptian Cross Mystery (dt. Das ägyptische Kreuz)
- 1933: The Siamese Twin Mystery (dt. Das Rätsel der siamesischen Zwillinge)
- 1934: The Chinese Orange Mystery (dt. Das Rätsel der chinesischen Mandarine)
- 1935: The Spanish Cape Mystery (dt. Der nackte Tod)
- 1936: Halfway House (dt. Der Schrei am Fluss)
- 1939: The Dragon’s Teeth (dt. Drachenzähne)
- 1945: The Murderer is a Fox (dt. Der Mörder ist ein Fuchs)
- 1949: Cat of Many Tails (dt. Die indische Seidenschnur)
- 1950: Double, Double (dt. … und raus bist du!)
- 1951: The Origin of Evil (dt. Vom Ursprung des Bösen)
- 1958: The Finishing Stroke (dt. Das zwölfte Geschenk)
- 1964: … and on the Eighth Day (dt. Mord im Paradies)
- 1966: A Study in Terror (mit Paul W. Fairman, dt. Sherlock Holmes und Jack the Ripper: eine Studie des Schreckens)

Als Barnaby Ross
- 1932: The Tragedy of X (dt. Die Zange, 1935 unter Barnaby Ross, 1953 unter Ellery Queen)
- 1933: The Tragedy of Y (dt. Der Giftbecher, 1959, und Die Tragödie von York, 1973; beide unter Ellery Queen)
- 1933: Drury Lane’s Last Case (dt. Drury Lanes letzter Fall, 1948 unter Ellery Queen)
- 1934: The Tragedy of Z (dt. Wettlauf mit dem Schicksal, 1960 unter Ellery Queen)